# Mytilaster marioni
Mytilaster marioni is een tweekleppigensoort uit de familie van de Mytilidae. De wetenschappelijke naam van de soort is voor het eerst geldig gepubliceerd in 1889 door Locard.